# Alexis Thérèse Petit
Alexis Thérèse Petit (2 de octubre de 1791 - 21 de junio de 1820) fue un físico francés, célebre por su trabajo sobre la eficiencia de las máquinas de aire y vapor, publicado en 1818. Sus discusiones técnicas con el físico francés Sadi Carnot, fundador de la termodinámica, pudieron haber estimulado a Carnot a desarrollar las teorías sobre eficiencia termodinámica en máquinas térmicas. 

## Vida y obra
Petit nació en Vesoul, Alto Saona. A la edad de 10 años, demostró que ya era capaz de superar el difícil examen de ingreso a la escuela científica más prestigiosa de Francia de la época, la École polytechnique de París. Se inscribió en una escuela preparatoria, donde sirvió como "repetititeur" para ayudar a sus propios compañeros a asimilar el material del curso. Ingresó a la Escuela Politécnica con la edad mínima de admisión, en 1807, y se graduó "fuera de rango" en 1809 (es decir, superó claramente a todos sus compañeros de promoción).
Después de la graduación, Petit permaneció en la Polytechnique como miembro de la facultad, primero como "repetititeur" en las asignaturas de análisis y de mecánica (1809) y después en física (1810). Enseñó durante algún tiempo en el Lycée Bonaparte. En la Polytechnique, sirvió como sustituto (1814) de Jean Henri Hassenfratz a quien reemplazaría en 1815. Así se convirtió en segundo profesor de física en la Polytechnique, siendo la persona más joven que haya ocupado esa posición, a la edad de 23 años.
Petit y François Arago eran cuñados porque se casaron con dos hermanas. En 1814, los dos hombres colaboraron en un artículo titulado "Mémoire sur les variations que le réfringent d'une même substance éprouvé par l'effet gradué de la chaleur".
Petit colaboró con Pierre Louis Dulong en un concurso convocado por la Academia de Ciencias de Francia sobre refrigeración (1815). A raíz de este estudio, Petit ha pasado a ser conocido por la sorprendente Ley de Dulong-Petit sobre la capacidad calorífica de los metales, que ambos formularon conjuntamente en 1819. También diseñó un termómetro especial (usando pesos) para determinar los coeficientes de dilatación térmica de varios metales.
Murió de tuberculosis a la edad de 29 años, poco después del fallecimiento de su esposa. Fue sucedido por Dulong como profesor de física en el Polytechnique (1820).

## Eponimia
- El cráter lunar Petit lleva este nombre en su memoria.[1]